# فدریکو مارکسی
فدریکو مارکسی (انگلیسی: Federico Marchesi؛ زادهٔ ۸ فوریهٔ ۱۹۹۹) بازیکن فوتبال است.
از باشگاه‌هایی که در آن بازی کرده‌است می‌توان به باشگاه فوتبال آ.ث. میلان اشاره کرد.